# Phryganoporus melanopygus
Phryganoporus melanopygus là một loài nhện trong họ Desidae.
Loài này thuộc chi Phryganoporus. Phryganoporus melanopygus được miêu tả năm 2002 bởi Gray.